# 天貓座32
天貓座32，又名BD+36 1836，HD 72291、SAO 60896、HR 3365，是天貓座的一颗恒星，视星等为6.24，位于銀經185.89，銀緯35.37，其B1900.0坐标为赤經8h 26m 56.9s，赤緯+36° 35.37′ 32″。